# Marcel Casadesus
 (octobre 2017).
Si vous disposez d'ouvrages ou d'articles de référence ou si vous connaissez des sites web de qualité traitant du thème abordé ici, merci de compléter l'article en donnant les références utiles à sa vérifiabilité et en les liant à la section « Notes et références ».
Pour les articles homonymes, voir Casadesus.
Pour les autres membres de la famille, voir Famille Casadesus.
Marcel Casadesus (9e arrondissement de Paris, 30 octobre 1882 – Foncquevillers, 10 octobre 1914) est un violoncelliste, membre du Quatuor Capet, avec son frère Henri Casadesus.
Il est issu de la famille musicienne des Casadesus.

## Biographie
Marcel Louis Lucien Casadesus naît le 30 octobre 1882 dans le 9e arrondissement de Paris du mariage de Louis Émile Alexandre et Mathilde Victorine Sénéchal. 
Il se marie le 21 mai 1907, à Bruxelles, avec Marie Buisson, cantatrice mezzo-soprano qui connut une carrière internationale jusque dans les années 1920. Ils ont un fils, Claude Casadesus.
Il est membre du Quatuor Capet, avec son frère Henri Casadesus
Il est mort pour la France le 10 octobre 1914 à Foncquevillers, pendant la Première Guerre mondiale,. Il est inhumé dans la tombe familiale située dans la 28e division du cimetière de Montmartre.